# 笔记
笔记是写作体裁，一卷书没有固定主题，一段写天文，下一段可以是写狐狸故事，是一種作者個人的「隨筆」或「雜記」性質之文學作品。笔记体的著作在中国古典典籍中为数众多。笔记体著作起源于唐代，在宋代最繁荣。
- 南朝宋劉義慶《世說新語》。
- 唐代著名的笔记段成式《酉阳杂俎》、刘肃《大唐新语》、冯贽《云仙杂记》、郑处海《明皇杂录》、封演《封氏闻见记》、刘涑《朝野佥载》
- 宋代笔记十分流行，著名的笔记有沈括《梦溪笔谈》、洪迈《容斋随笔》、孟元老《东京梦华录》、赵彦卫《云麓漫钞》、苏轼《东坡志林》、周密《癸辛杂识》、陆游《老学庵笔记》
- 元代白挺《湛渊静语》、王惲《玉堂佳话》、罗大经《鹤林玉露》等
- 明代方以智《物理小识》、《通雅》；高濂《遵生八笺》、李清《三垣笔记》、顾起元《客座赘语》等
- 清代纪昀《阅微草堂笔记》、袁枚《子不語》、顾公燮《消夏闲记》、刘献廷《广阳杂纪》，李调元《南越杂纪》、陈其元《庸闲斋笔记》、俞樾《右台仙馆笔记》、李斗《扬州画舫录》、余怀《板桥杂记》、王韬《淞滨琐话》等。
- 民国时代：孙家振《退醒庐笔记》、陈邦贤《自勉斋随笔》、陈无我《老上海三十年见闻录》、蔡云万《蛰存斋笔记》等。

欧美的笔记著作，为数较少，著名的有：
- （意）文艺复兴时代列奥纳多·达·芬奇的《达·芬奇笔记》保罗万象：包括绘画、人体解剖、城市规划、建筑、天文、地理、动物生态、故事等条目。
- （法）文森特·梵高《梵高笔记》
- （法）《埃德加·德加笔记》
- （法）《毕加索笔记》
- （英）《法拉第笔记》
- （英）多丽丝·莱辛《金色的笔记》
- （美）《海明威笔记》